# Uetake Jódzsiró
Uetake Jódzsiró (上武 洋次郎; Hepburn: Uetake Yōjirō; 1943. január 12. –) kétszeres olimpiai bajnok japán birkózó. 2005-ben bekerült a FILA hírességek csarnokába. Az Oklahomai Egyetem valaha volt legsikeresebb birkózója, aki egyetemi pályafutása alatt egyetlen egyszer sem kapott ki. 2015-ben bekerült az Oklahomai sporthírességek csarnokába.

## Élete és pályafutása
Eredetileg cselgáncsozó akart lenni, de testsúlyát túl könnyűnek találták hozzá, ezért a birkózást javasolták számára. Középiskolai birkózóbajnok volt, majd a Japán Birkózószövetség az Oklahomai Egyetemre küldte, mivel megígérték az ottani vezetőedzőnek, Myron Rodericknek, hogy az egyetemi csapatába küldenek egy erős birkózót. Roderick szerint Uetake volt a legjobb birkózó, akit valaha látott vagy edzett. Olimpiai szereplései után Uetake visszatért Japánba, ahol edzőként dolgozik.
Uetake az 1964. évi nyári olimpiai játékokon, valamint az 1968-as nyári olimpián is aranyérmet szerzett légsúlyban.